# 杰姬·高勒
杰姬·高勒（英語：Jackie Gowler，1996年6月7日—），新西兰女子赛艇运动员。她曾代表新西兰参加2020年夏季奥林匹克运动会赛艇比赛，获得女子八人单桨有舵手银牌。

## 家庭
姐姐克丽·高勒。